# Titularbistum Cucusus
Cucusus (latein.: Dioecesis Cucusena) ist ein Titularbistum der römisch-katholischen Kirche.
Es geht zurück auf ein früheres Bistum der antiken Stadt Kukusos in der kleinasiatischen Landschaft Kataonien an der Grenze von Kappadokien und Armenien, heute Göksun in der östlichen Türkei. Es gehörte der Kirchenprovinz Melitene an.
| Titularbischöfe von Cucusus |                                |                                                                            |                |                   |
| Nr.                         | Name                           | Amt                                                                        | von            | bis               |
| 1                           | Miguel Navarro OFM             | Apostolischer Vikar von Honan (China)                                      | 8. April 1856  | 9. September 1877 |
| 2                           | Giovanni Giacomo Jonckau       | Koadjutorbischof von Vancouver Island (Kanada)                             | 17. April 1883 | 29. Juli 1888     |
| 3                           | Ludwig Wahl                    | Apostolischer Präfekt von Meißen (Deutschland)                             | 11. Juli 1890  | 6. Juni 1905      |
| 4                           | Nicasio Arellano OP            | Apostolischer Vikar von Ost-Tonking (Französisch-Indochina, heute Vietnam) | 11. April 1906 | 5. Januar 1927    |
| 5                           | Sergio Der Abrahamian          | Weihbischof in Rom (Italien)                                               | 13. Juni 1933  | 15. Januar 1938   |
| 6                           | Constantino Gómez Villa OFMCap | Apostolischer Vikar von Caroní (Venezuela)                                 | 14. Juli 1938  | 22. März 1981     |